# 大犬座ι
天狼增五（Iota Canis Majoris）的拉丁化源自ι Canis Majoris，孤獨的位在南天星座的大犬座，是一顆超巨星變星。它的視星等在+4.36和+4.40之間變化著。根據視差的測量，這顆恆星與地球相距約3,100光年。它正以+41.2Km/s的徑向速度遠離而去。
天狼增五是一顆大質量的藍白色B型超巨星，光譜類型為B3Ib。它被歸類為仙王座β型變星，但超巨星光譜類型和一個多月的期意味著它不再被認為是這種類型的。這顆恆星的年齡為1,480萬，並正以27Km/s投影旋轉速度自轉。它的質量是太陽的12.5倍，半徑是太陽的25.9倍。天狼增五的光度是太陽的47,000倍，光球層的有效溫度是17,000K。
這顆恆星在與星際物質的相互作用中顯示出弓形激波特徵，但這種星雲與恆星在銀河系中的運動不一致。